# Thersite

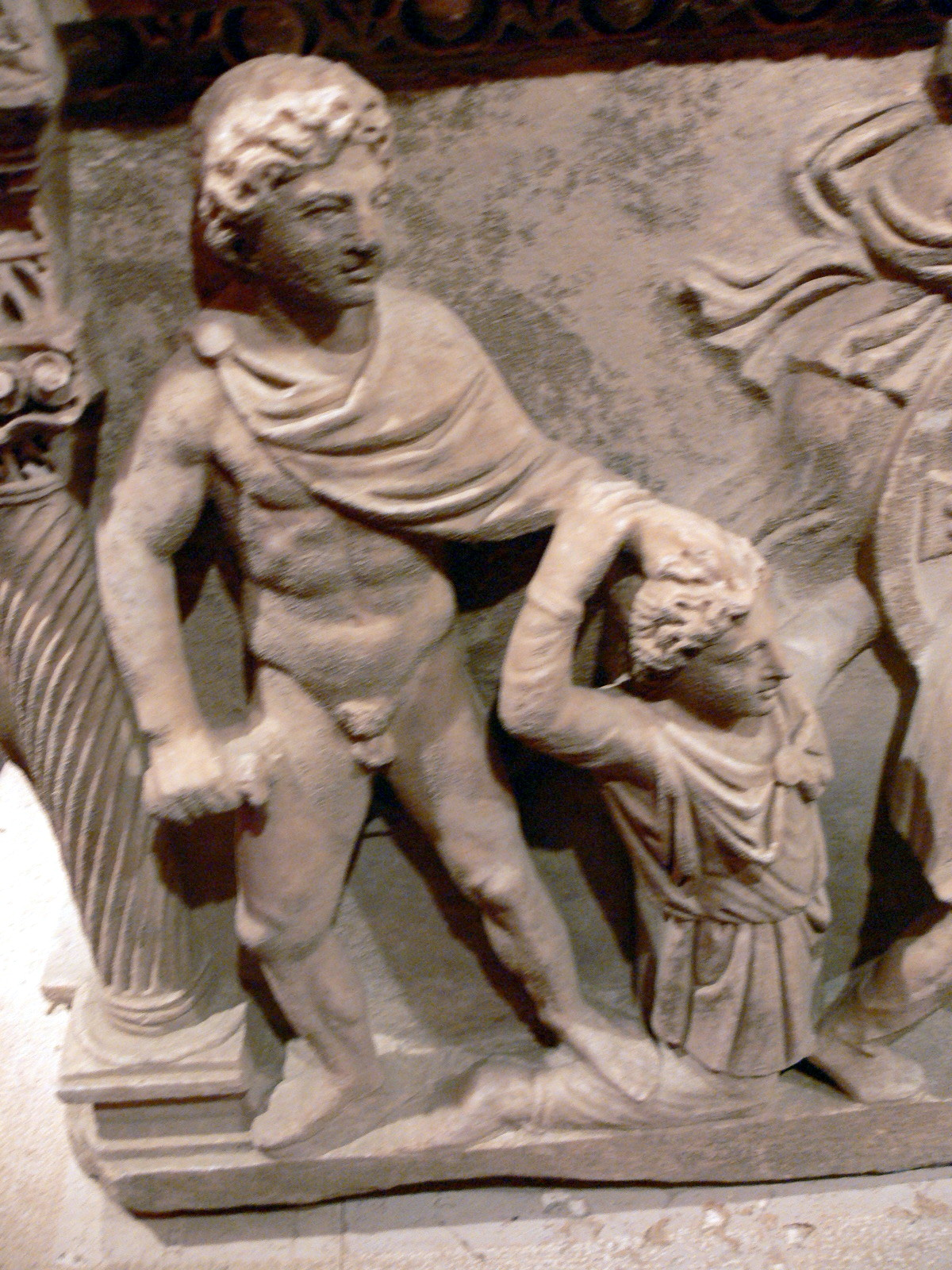
Achille tire Thersite par les cheveux, sarcophage romain,.

Dans la mythologie grecque, Thersite (en grec ancien Θερσίτης / Thersítês), fils d'Agrios, est un guerrier achéen de la guerre de Troie.
Dans l‘Iliade, Homère le décrit comme un démagogue hideux, persifleur, méprisé des héros, de manière générale détesté et sans succès. Ces particularités font de lui une apparition unique et exceptionnelle parmi les guerriers homériques. Il est repoussant aussi bien à cause de son apparence physique qu'à cause de sa manière de penser. Cette caractérisation tout à fait négative a donné cours à maintes spéculations à propos de son origine, de son rang, de son rôle dans le camp grec et de sa signification comme personnage littéraire.

## Représentation dans l’Iliade
Thersite apparaît dans un seul passage de l‘Iliade. Après la dispute entre Agamemnon, commandant des armées grecques, et Achille, le meilleur de ses guerriers, Agamemnon veut mettre à l'épreuve les Grecs et leur volonté de combattre. A cette fin, il propose à l'assemblée des chefs grecs d'arrêter la guerre, qui jusque-là était restée vaine. Agamemnon est raillé par Thersite pour avoir eu moult liaisons féminines ; jaloux que les tentes regorgent de bronze mais aussi de femmes de choix que les Achéens lui ont offert en tant que roi. Le projet d'Agamemnon échoue, car plutôt que de résister comme attendu, les Grecs se précipitent aux navires pour rentrer chez eux. C'est avec peine qu'Ulysse, qui a attrapé le sceptre d'Agamemnon, les ramène au camp, convainquant les chefs, frappant les simples soldats avec le sceptre. L'assemblée se poursuit. Thersite, dont le poète dépeint la malformation, tient un discours médisant, suggérant que la guerre ne se poursuit qu'à cause de l'arrogance d'Agamemnon et de sa soif de butin. Il invite les soldats à désobéir et à rentrer dans leur patrie. Ulysse se met résolument en travers de sa route, l'insulte, le menace et l'accuse d'agir par jalousie envers Agamemnon. Finalement, il lui assène un puissant coup de sceptre dans le dos et les épaules. Thersite n'est pas en mesure de résister ; il se recroqueville de douleur, fond en larmes et s'assied. L'armée se moque de lui et loue l'action d'Ulysse qui, grâce à cet épisode et à d'autres discours, réussit à rendre aux guerriers réunis leur ancienne disposition au combat.

## Interprétation socio-historique
Une des nombreuses interprétations de ce qui se produit dans l‘Iliade fait de Thersite un représentant du bas peuple qu'il aurait poussé à la mutinerie contre ses chefs nobles. Son humiliante punition publique par Ulysse reflète un contraste social qui, dans l'Iliade, n'est évoqué qu'au cours de cette scène et est présenté du point de vue de la noblesse,.
Plusieurs arguments soutiennent cette hypothèse. Tout d'abord, contrairement à son habitude de nommer les aïeux des guerriers, Homère n'évoque pas la famille de Thersite. De plus, Ulysse châtie Thersite en se servant du sceptre avec lequel il a frappé un peu plus tôt les simples soldats ; il le traite avec mépris, contrairement à ses opposants bien nés, qu'il cherche à convaincre. On remarque aussi que Thersite n'a pas de soutien parmi les nobles, il n'a donc pas de parents ni d'amis parmi eux. Enfin, les arguments de Thersite contre Agamemnon font écho à ceux qu'Achille avait mis en avant peu auparavant ; il a beau s'exprimer comme le héros, il n'arrive à rien. Homère amène ainsi à la conclusion qu'il ne convient pas à une personne du rang de Thersite de défendre une position à laquelle Achille, par contre, a le droit de s'attacher,.
On peut entre autres opposer à ce point de vue qu'Homère ne fait pas de Thersite le représentant d'une classe sociale ; les interprétations proposées plus haut relèveraient alors de la spéculation.

## Tradition pré-homérique
À partir d'indices isolés et de quelques éléments de la tradition, on peut déterminer les caractères fondamentaux d'un mythe pré-homérique perdu, dans lequel Thersite joue un rôle. En effet, on trouve dans les sources non-homériques des développements et des ornements à la matière de l‘Iliade. Dans cette tradition Thersite apparaît comme noble ; son père serait Agrios, fils de Porthaon, il aurait pour cousin Tydée, le père du héros bien connu Diomède. Ces éléments sont difficilement conciliables avec la représentation homérique ; déjà dans l'Antiquité on objectait que si Thersite avait été apparenté à Diomède, Ulysse ne lui aurait pas infligé une telle correction. La principale source se trouve dans ce que Proclos a rapporté dans sa Chrestomathie de l‘Éthiopide — cette épopée du Cycle troyen n'est certes pas antérieure à l'Iliade, mais elle met en valeur des mythes préhomériques. Une version plus tardive se trouve dans les Posthomerica de Quintus de Smyrne.
Selon ce mythe, Thersite se serait moqué d'Achille, auquel il reprochait d'être tombé amoureux de Penthésilée, reine des Amazones, qui combattait du côté des Troyens, après l'avoir tuée. Achille le réduit au silence d'un coup de poing ou d'une gifle. Ce coup mortel conduit à un soulèvement dans l'armée grecque. Quintus et le mythographe Phérécyde d'Athènes ajoutent que Diomède, pour venger son parent, aurait voulu provoquer Achille en duel. Achille doit ensuite, pour se purifier de la souillure de son action, faire un pèlerinage à Lesbos, ce qui constitue un motif non homérique.
L‘Iliade aussi bien que la tradition non homérique font de Thersite un critique agressif, qui médit sans retenue des héros les plus prestigieux, provoquant ainsi une réaction violente qui le dépasse, et qui fait son malheur. On remarque pourtant d'importantes différences. Dans la tradition non homérique, Thersite appartient à la noblesse étolienne ainsi qu'à une maison royale ; son destin y est moins infamant que dans l‘Iliade, car il n'est pas comme chez Homère totalement isolé ni difforme. Ainsi, deux jarres du IVe siècle av. J.-C. montrent un Thersite à l'allure normale dans des scènes non homériques. Au contraire, sur un vase du Ve siècle av. J.-C., il est représenté hideux dans une scène de l‘Iliade.
L'étymologie du nom « Thersite » fait ressortir ses caractères les plus frappants : il est traduit par « insolence » et désigne un homme audacieux. Le mot éolien « thérsos » était cependant utilisé dans le sens mélioratif de « hardi ». En Thessalie, « Thersite » est le nom de personnages historiques des IIIe et IVe. Le choix d'un tel nom pour un enfant ne peut pas s'appuyer sur le mythe homérique, et montre au contraire que le nom avait aussi une connotation méliorative,.

## Postérité littéraire

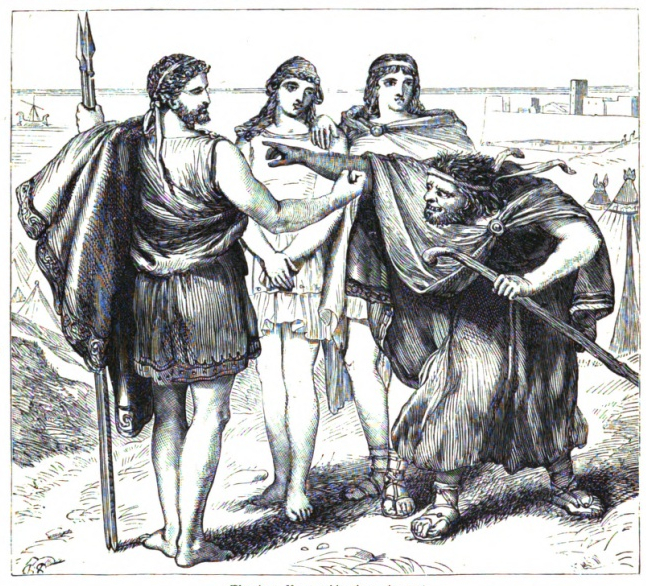
Thersite critiquant Ajax auprès d'Achille, illustration de Troïlus et Cressida de William Shakespeare, 1886.

Déjà dans l'Antiquité, Thersite était devenu proverbial. Il évoquait soit la laideur corporelle, soit l'immodestie et la démagogie, ou encore la synthèse de ces tares physiques et morales.
Thersite est aussi intégré à d'autres mythes, parmi lesquels celui du sanglier de Calydon, dont il aurait fui l'affrontement par lâcheté. Du reste, qu'il ait pu prendre part à la chasse lui attribue un statut social élevé.
Au IVe siècle av. J.-C., le poète Chérémon a mis en scène la mort de Thersite dans une pièce intitulée Achille meurtrier de Thersite aujourd'hui perdue, probablement un drame satyrique. Platon, dans sa République, fait intervenir l'âme de Thersite pour une réincarnation dans un corps de singe.
Plus tard, au IIe siècle, Lucien de Samosate implique Thersite dans un dialogue grotesque où il prend part, dans le royaume des morts, à un concours de beauté, prouvant ainsi qu'Homère qui le décrivait comme hideux était bel et bien aveugle. En outre, l'« éloge de Thersite » s'est développé comme exercice rhétorique. Par exemple, au IVe siècle, une telle œuvre a été écrite par l'orateur Libanios, qui réhabilite l'agitateur, dont il vante la prise de position courageuse contre les puissants.
Dans le Troïlus et Cressida de William Shakespeare, Thersite est un railleur et un diffamateur, qui reçoit des coups pour son insolence. Mais c'est aussi un personnage intelligent qui comprend les manigances d'Ulysse et de Nestor ; il peut ainsi dire :

« Il y a Ulysse et le vieux Nestor, dont l'esprit était moisi avant que vos grands-pères eussent des ongles à leurs orteils..., qui vous accouplent au joug comme deux bœufs de charrue, et vous font labourer cette guerre. »

Dans Les Confessions de Jean-Jacques Rousseau (livre III, 1765-1767) :

« Dans l'ordre successif de mes goûts et de mes idées, j'avais toujours été trop haut ou trop bas ; Achille ou Thersite, tantôt héros, tantôt vaurien. »

Dans Quo vadis (1896), Henryk Sienkiewicz compare un de ses personnages, Chilon Chilonidès, à Thersite:

« À sa vue, Pétrone songea aussitôt au Thersite d’Homère, et, répondant à son salut par un signe, il lui dit : 
– Salut, divin Thersite. Comment vont les bosses que t’a faites Ulysse, sous les murs de Troie, et que devient-il lui-même aux Champs-Élyséens ? »

Au début du XXe siècle, Stefan Zweig fait de Thersite le héros éponyme d'un drame versifié.

### Sources primaires
- Platon, Gorgias [détail des éditions] [lire en ligne] 525e
- Platon, La République [détail des éditions] [lire en ligne] Livre X (620)
- (en) Éthiopide [détail des éditions] [lire en ligne].
- Pseudo-Apollodore, Bibliothèque [détail des éditions] [lire en ligne] (I, 8, 6), Épitome [détail des éditions] [lire en ligne] (V, 1).
- Homère, Iliade [détail des éditions] [lire en ligne] (II, 221 et suiv.).
- Hygin, Fables [détail des éditions] [(la) lire en ligne] (CLXV).
- Libanios, Éloge de Thersite.
- Ovide, Métamorphoses [détail des éditions] [lire en ligne] (XIII, 232 et suiv.).
- Pausanias, Description de la Grèce [détail des éditions] [lire en ligne] (X, 31, 1).
- Sophocle, Philoctète [détail des éditions] [lire en ligne] (v. 442).